# 暦応
暦応（、れきおう、旧字体：曆應）は、日本の元号の一つ。南北朝時代の、光明天皇の代で北朝（持明院統）が使用した。建武の後、康永の前。1338年から1342年までの期間を指す。
この時代の天皇は、北朝（持明院統）が光明天皇、南朝（大覚寺統）が後醍醐天皇と後村上天皇。室町幕府将軍は足利尊氏であった。
非常に珍しい「ら行」始まりの元号である。詳しくは「ら行の元号」を参照のこと。

## 改元
- 建武5年8月28日（ユリウス暦1338年10月11日）、改元。代始改元（光明天皇の即位に伴う改元）[5]。
- 暦応5年4月27日（ユリウス暦1342年6月1日）、康永に改元。災異改元（天変地妖〈天変地異〉に対する改元）[5]。

江戸時代に柳原紀光が著した歴史書『続史愚抄』によれば、「暦応」改元の決定を朝廷が室町幕府に伝えなかったために、足利尊氏ら室町幕府の人々が改元の事実を知ったのは9月4日のことであったという。このことは、洞院実夏の『実夏公記』暦応元年8月28日条からも裏付けられる。もっとも、以後においても改元詔書到達後に幕府側の施行手続であった室町殿（将軍）の吉書始と管領の沙汰始が諸般の事情で速やかに行い得ない場合には公武間にて新旧別元号が用いられる場合もあった。

## 元号の出典
元号の出典は、『帝王代記』（※小学館『精選版 日本国語大辞典』によれば『帝王世紀』）所収の文節「堯時有草 夾階而生〈...略...〉王者以是占暦 応和而生」にある。勘申者は、時の勘解由長官・菅原公時。

## ら行の元号
「ら行」で始まる日本の元号は「霊亀」「暦仁」「暦応」「令和」の4例しかなく、非常に珍しいものとなっている。2019年（平成31年）5月1日に行われた改元では新元号が「令和」になったが、これは「暦応」以来680年ぶりの「ら行」始まりの元号であった。
大和言葉（和語）における「ら行」始まりの単語の少なさについては「ら行#ら行始まり」を参照のこと。

## 暦応期におきた出来事
※ここでは、改元される以前の日付は改元前の元号を用いている。歴史的には、改元されることで当年の元日まで遡って改訂される場合（立年改元）とそうでない場合があって統一されていないが（cf. 改元#改元の基準点）、言うまでもなく現実の時間軸上では改元以前にその名称は存在しない。
※元号の分立していた時代であることから、起こった事象がどの勢力に深く関係するかで元号を使い分けている。併記してあるのは両勢力が直接関係している事象である。
- 暦応元年
  - 建武5年（延元3年）1月20日-29日（ユリウス暦〈以下同様〉：1338年2月10日-19日） - 青野原の戦いが起こる。
  - 建武5年（延元3年）5月22日（1338年6月10日） - 石津の戦いが起こる。
  - 建武5年（延元3年）7月2日（1338年8月17日） - 藤島の戦いが起こる。
  - 延元3年8月 - 南朝方の北畠親房が、後醍醐天皇の皇子である義良親王と宗良親王を奉じて伊勢国大湊から海路で陸奥国へ向かう[4]。しかし途中で遭難し、その後、義良親王は（翌年3月に）吉野へ戻り、宗良親王は遠江国に、親房は常陸国に漂着する[4]。
  - 建武5年8月11日（1338年9月24日） - 足利尊氏が光明天皇から征夷大将軍に任ぜられる。
  - 暦応元年8月28日（1338年10月11日） - 光明天皇が元号を「建武」から「暦応」へ改元（代始改元）。
  - 延元3年9月 - 後醍醐天皇がまだ幼い懐良親王を征西大将軍に任命し、九州へ派遣する。

- 暦応2年
  - 延元4年3月 - 前年8月に難破した義良親王が吉野へ戻り、間もなく皇太子となる。
  - 延元4年8月15日（1339年9月18日） - 後醍醐天皇の退位と後村上天皇の即位／後醍醐天皇が皇太子・義良親王に譲位し、自らは上皇となる。
  - 延元4年8月16日（1339年9月19日） - 後醍醐上皇が吉野行宮にて崩御する。
  - 延元4年10月 - 足利尊氏が、後醍醐上皇の菩提を弔うため、大覚寺統の離宮であった亀山殿を寺に改めることを決める（天龍寺創建の決定）。
  - 延元4年（月日不特定） - 前年8月に難破して常陸国に漂着した北畠親房が、その後、室町幕府・北朝勢力と戦いつつ、常陸国にて自著『神皇正統記』を完成させる[4]。

- 暦応3年
  - 延元4年（月日不特定） - 北畠親房が『職原抄』を著す。

- 暦応4年
  - 3月25日-29日間（1341年4月11日-15日間）のいつか - 塩冶高貞が謀反の疑いありとして足利直義に誅殺される。
  - 暦応4年（延元4年）6月 - 高師冬らが北畠親房の拠る小田城や関城など常陸国内の南朝方の拠点を攻撃する。
  - 12月23日（1342年1月30日） - 足利直義が夢窓疎石に対して、翌年秋に元朝中国へ宋船2艘を渡航させ、交易で得られた利益を天龍寺造営にあてるよう提案する。

- 暦応5年
  - 4月27日（1342年6月1日） - 光明天皇が元号を「暦応」から「康永」へ改元（災異改元）。
  - 興国3年10月 - 元朝中国へ天龍寺船が遣わされる。倭寇の船と疑われつつ、この月、明州に入港。
  - この頃、懐良親王が薩摩国に上陸し、同国の攻略に着手する。

### 崩御
- 延元4年（北朝は暦応2年）8月16日（ユリウス暦1339年9月19日）、後醍醐上皇（前日までの後醍醐天皇）が崩御した。

## 西暦との対照表
※は小の月を示す。
| 暦応元年（戊寅） | 一月      | 二月※ | 三月 | 四月※ | 五月   | 六月※ | 七月※ | 閏七月※ | 八月  | 九月  | 十月※   | 十一月  | 十二月    |
| 延元三年         | 一月      | 二月※ | 三月 | 四月※ | 五月   | 六月※ | 七月※ | 閏七月※ | 八月  | 九月  | 十月※   | 十一月  | 十二月    |
| ---------------- | --------- | ----- | ---- | ----- | ------ | ----- | ----- | ------- | ----- | ----- | ------- | ------- | --------- |
| ユリウス暦       | 1338/1/22 | 2/21  | 3/22 | 4/21  | 5/20   | 6/19  | 7/18  | 8/16    | 9/14  | 10/14 | 11/13   | 12/12   | 1339/1/11 |
| 暦応二年（己卯） | 一月※     | 二月  | 三月 | 四月※ | 五月   | 六月※ | 七月※ | 八月    | 九月※ | 十月  | 十一月※ | 十二月  |           |
| 延元四年         | 一月※     | 二月  | 三月 | 四月※ | 五月   | 六月※ | 七月※ | 八月    | 九月※ | 十月  | 十一月※ | 十二月  |           |
| ユリウス暦       | 1339/2/10 | 3/11  | 4/10 | 5/10  | 6/8    | 7/8   | 8/6   | 9/4     | 10/4  | 11/2  | 12/2    | 12/31   |           |
| 暦応三年（庚辰） | 一月※     | 二月  | 三月 | 四月※ | 五月   | 六月※ | 七月  | 八月※   | 九月  | 十月※ | 十一月  | 十二月※ |           |
| 興国元年         | 一月※     | 二月  | 三月 | 四月※ | 五月   | 六月※ | 七月  | 八月※   | 九月  | 十月※ | 十一月  | 十二月※ |           |
| ユリウス暦       | 1340/1/30 | 2/28  | 3/29 | 4/28  | 5/27   | 6/26  | 7/25  | 8/24    | 9/22  | 10/22 | 11/20   | 12/20   |           |
| 暦応四年（辛巳） | 一月      | 二月※ | 三月 | 四月※ | 閏四月 | 五月  | 六月※ | 七月    | 八月※ | 九月  | 十月※   | 十一月  | 十二月※   |
| 興国二年         | 一月      | 二月※ | 三月 | 四月※ | 閏四月 | 五月  | 六月※ | 七月    | 八月※ | 九月  | 十月※   | 十一月  | 十二月※   |
| ユリウス暦       | 1341/1/18 | 2/17  | 3/18 | 4/17  | 5/16   | 6/15  | 7/15  | 8/13    | 9/12  | 10/11 | 11/10   | 12/9    | 1342/1/8  |
| 暦応五年（壬午） | 一月      | 二月※ | 三月 | 四月※ | 五月   | 六月※ | 七月  | 八月    | 九月※ | 十月  | 十一月  | 十二月※ |           |
| 興国三年         | 一月      | 二月※ | 三月 | 四月※ | 五月   | 六月※ | 七月  | 八月    | 九月※ | 十月  | 十一月  | 十二月※ |           |
| ユリウス暦       | 1342/2/6  | 3/8   | 4/6  | 5/6   | 6/4    | 7/4   | 8/2   | 9/1     | 10/1  | 10/30 | 11/29   | 12/29   |           |